# SN 2008cp
SN 2008cp – supernowa typu Ia odkryta 24 maja 2008 roku w galaktyce A094222-0345. W momencie odkrycia miała maksymalną jasność 17,70m.